# Bayerischer Tischtennis-Verband

Das Logo des BTTV

Der Bayerische Tischtennis-Verband e. V. (BTTV) ist der Zusammenschluss der Tischtennis-Vereine in Bayern und hat seinen Sitz in der bayerischen Landeshauptstadt München. Er wurde im Jahr 1945 gegründet und ist mit 102.277 Mitgliedern sowie 1.620 Vereinen (Stand 2011) der größte Landesverband innerhalb der Dachorganisation des Deutschen Tischtennis-Bund (DTTB). Der BTTV gehört außerdem dem Bayerischen Landes-Sportverband BLSV an.
Der BTTV unterteilt sich seit der Strukturreform im Mai 2018 in vier Verbandsbereiche (Nordwest, Nordost, Südwest und Südost), die wiederum aus jeweils vier Bezirken bestehen. Bis zur Strukturreform unterteilte sich der BTTV in die sieben Bezirke Oberbayern, Niederbayern, Oberpfalz, Oberfranken, Mittelfranken, Unterfranken und Schwaben, diese Orientierung an den Regierungsbezirken in Bayern wurde mit der Strukturreform aufgegeben.
Das amtliche Organ des BTTV war von 1978 bis Juni 2005 die jeden Monat erscheinende Zeitschrift „bayern tischtennis“ (Nachfolger der Oberpfälzer Tischtenniszeitung), anschließend bis Ende 2009 das alle 2 Wochen erscheinende Online-Magazin „bayern tischtennis online“. Seit Ende 2005 veröffentlicht der BTTV im Abstand von meist 2 Wochen einen Newsletter, der auch per Mail an die Fachwarte, Spielleiter, Vereinsvertreter und sonstige Interessierte versendet wird.

## Historie und Entwicklung
Nach dem Krieg wurde der heutige BTTV am 23. Oktober 1945 durch Siegfried Hoppichler als Landesvorsitzenden ins Leben gerufen. In der völlig zerbombten Turnhalle des MTV München von 1879 waren hier die Gebrüder Siegfried und Wolfgang Hoppichler und Georg Apfelbeck sowie Fritz Rosinus dabei. Alles aktive Spieler, die schon vor dem Krieg den Tischtennissport betrieben und diese Leidenschaft wieder aufleben lassen wollten.
Die Sportart gab es auch schon vor dem Krieg in Bayern. Bei der Gründung des Deutschen Tischtennis Bundes (DTTB) war noch kein bayerischer Verein dabei. Erst 1927 taucht mit dem Ping-Pong-Club Marktredwitz der erste bayerische Verein beim DTTB auf.
Unter Leitung von Hartel wurde in Bayern 1930 ein Tischtennis-Verband gegründet. Doch dieser verlor bereits 1936 seine Eigenständigkeit und wurde unter dem Naziregime dem Sportgau 16 angegliedert. Bis zur Neugründung nach dem Krieg gab es für die Bayern keine nennenswerten sportlichen Erfolge. Dies änderte sich jedoch schnell. So trug sich Walter Than 1951 als erster Deutscher Meister in die Siegerlisten ein. Ihm folgte zwei Jahre später Conny Freundorfer, der neunmal in Folge diesen Titel errang. Zusammen mit ihnen waren Spieler wie Poldi Holusek, Sepp Seiz, Hans Rockmeier, Matthäus Thurmaier, Peter von Pierer und Toni Breumaier ganz vorne in der deutschen Rangliste zu finden.
Ähnlich war auch das Bild bei den Mannschaftswettkämpfen. Der MTV München von 1879 gewann siebenmal die deutsche Meisterschaft und wurde später vom zweimaligen Titelträger TSV Milbertshofen abgelöst. Es dauerte lange, ehe die Rot-Weiß Klettham-Erding bei den Damen in den 90er-Jahren drei Titel holte. Mit dem TTC Langweid hatte der BTTV eine zweite gute Mannschaft am Start, die ab 1996 insgesamt acht deutsche Meisterschaften einfuhr. Bei den Herren dauerte es bis zum Jahr 2005, ehe die Müller Würzburger Hofbräu nach langer Abstinenz den Titel holte.
Sportlich erlebten viele Vereine des BTTV ein Auf und Ab. Dies drückt sich auch in den Mitgliederzahlen aus. So wurden nach 25 Jahren Verbandsbestehen von den 1145 Mitgliedsvereinen ca. 50.000 Sportler für den Spielbetrieb gemeldet. Dies steigerte sich bis Ende der 80er bzw. Anfang der 90er auf ca. 2000 Vereine mit 120.000 Sportlern. Seither sind die Sportlerzahlen leicht rückgängig. Wie bei anderen Fachverbänden auch, so dürfte hier die demographische Entwicklung und die gesellschaftliche Individualisierung ein Stück dazu beitragen.
Aktuell gliedert sich das Verbandsgebiet in 7 Bezirke und 63 Kreise, wo sich über 1.200 ehrenamtliche Mitarbeiter als Fachwarte, Spielleiter und Schiedsrichter für den Verband einsetzen. Mit dem neuen Leitbild, einer dezentralen Kassenführung und Umstrukturierung der Finanzen sowie einem TÜV-Zertifikat für das Qualitätsmanagement der BTTV-Geschäftsstelle wurden wichtige Weichen für die Zukunft gestellt.
Im Juli 2017 wurde auf einem außerordentlichen Verbandstag eine Strukturreform beschlossen. Diese neue Struktur trat zum 1. Mai 2018 in Kraft, im Rahmen der Strukturreform wurden die bis dahin bestehenden 7 Bezirke und 63 Kreise aufgelöst und es entstanden 16 neue Bezirke aus im Schnitt 4 zuvor bestehenden Kreisen.
Einzelheiten
- 1958: Einführung einer Damenoberliga, bestehend aus acht Vereinen[6]
- 1958: Der Jugoslawe Tibor Harangozo wurde für 40 Tage als Trainer verpflichtet.[7]

## Präsidium
Zum Präsidium gehören:
- Präsident: Konrad Grillmeyer

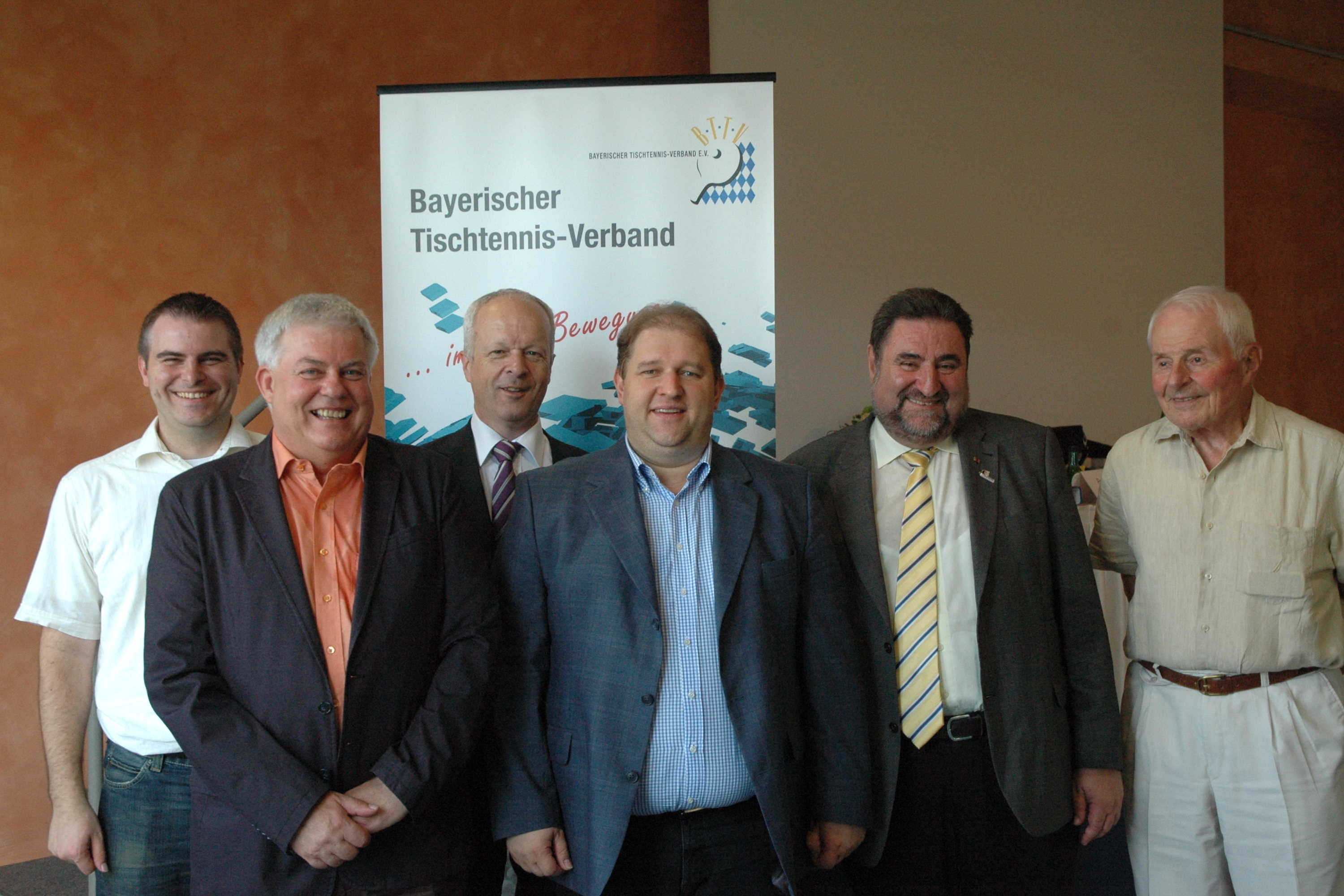
Präsidium des Bayerischen Tischtennisverbands nach der Neuwahl beim Verbandstag 2011 in Bad Kissingen

- Vizepräsident Sport: Gunther Czepera
- Vizepräsident Finanzen: Wolfgang Popp
- Vizepräsident Vereinsservice: Florian Wäsch
- Vizepräsident Jugend: Marcus Nikolei

Außerordentliche Mitglieder sind:
- Geschäftsführer: Carsten Matthias

## Vereine in der 1. Bundesliga
In der 1. Bundesliga der Damen spielen ab der Saison 2011/12 der TSV Schwabhausen und der TTC Langweid. Der mehrfache Deutsche Meister und Champions-League-Sieger aus Langweid spielt nun wieder in der höchsten Klasse.
In der höchsten Spielklasse der Herren, der 1. Bundesliga, spielte nach dem Abstieg des TSV Gräfelfing kein bayerischer Verein. Gräfelfing hat seine 1. Herrenmannschaft in die Bayernliga zurückgezogen. Zuletzt hatte es in der Saison 2007/08 mit Müller Würzburger Hofbräu einen „rein bayerischen“ DTTL-Teilnehmer gegeben, während in der Saison 2008/09 mit dem TTC Müller Frickenhausen/Würzburg ein aus dem TTC Frickenhausen und Müller Würzburger Hofbräu gebildeter „Fusionsverein“ angetreten war.
Seit der Saison 2017/18 spielt die 1. Herrenmannschaft des TSV Bad Königshofen in der Tischtennis-Bundesliga, nachdem man im Jahr davor auf den Aufstieg verzichtete.

## Ausbildung
Der Verband bietet für seine Mitgliedsvereine und Spieler eine Vielzahl von Ausbildungsangeboten an. Im Mittelpunkt steht dabei die Traineraus- und Fortbildung:
- Co-Trainer
- C-Trainer
- B-Trainer
- P-Trainer (Tischtennis-Präventions-Trainer = Tischtennis-Gesundheitssport)

Aber auch die Vereinsmanagerausbildung ist für den BTTV wichtig. So werden folgende Seminare angeboten:
- Mannschaftsführerausbildung
- Jugendleiterausbildung
- Führungskräfte im Tischtennis-Verein und Verband

Mit Spielerlehrgängen für Kaderspieler sowie Tischtennis-Camps für ambitionierte Sportler wird das Ausbildungsangebot abgerundet.
Die Ausbildung von Spielern und Trainern findet in der Sportschule Oberhaching sowie dem im Jahr 1972 gegründeten Landesleistungszentrum Burglengenfeld statt. Auf Wunsch von Lehrgangsteilnehmern wurden die Ausbildungsorte sogar noch kundengerechter gestaltet. So besteht die Möglichkeit, die einzelnen Co-Trainermodule und den Aufbaulehrgang für die C-Trainerlizenz, an Wochenenden dezentral – also quasi vor Ort – zu absolvieren.
Als erster Mitgliedsverband begann der BTTV 1954 mit der Ausbildung von Schiedsrichtern.

## Mitgliederentwicklung
| Jahr | Vereine | Mitglieder | Mannschaften |
| ---- | ------- | ---------- | ------------ |
| 1960 | 583     | 22.858     |              |
| 1987 | 2.001   | 117.197    |              |
| 1990 | 2.029   |            | 8.679        |
| 1995 | 1.745   |            | 8.618        |
| 2000 | 1.708   | 114.047    |              |
| 2006 | 1.660   | 108.004    |              |
| 2011 | 1.620   | 102.277    |              |

## Bisherige Präsidenten (bis 1969 1. Vorsitzender)
- Siegfried Hoppichler (1945–1947)
- Fritz Rosinus (1947–1948)
- Walter Durst (1948–1951)
- Georg Apfelbeck (1951–1973)
- Rudi Gruber (1973–1988)
- Peter Kuhn[17] (1988–1994)
- Claus Wagner (1994–2016) (* 1946; † 2016)[18]
- Konrad Grillmeyer (seit 2016)

Alterspräsident
- Hermann Haagen (1969–1981) (* 24. Dezember 1910;[19] † 26. Mai 1981[20])

## Landesmeisterschaften von Bayern
In den Einzel- und Doppelwettbewerben gab es bisher folgende Sieger:
| Saison  | Ort            | Herren-Einzel       | Herren-Doppel                       | Damen-Einzel          | Damen-Doppel                             | gemischtes Doppel                    |
| ------- | -------------- | ------------------- | ----------------------------------- | --------------------- | ---------------------------------------- | ------------------------------------ |
| 1934    | München        | Plötz               | Lang/Plötz                          | Helberger             | Schretter/Lenz                           | Saemmer/v.Huene                      |
| 1935    |                | Max Lagrange        |                                     |                       |                                          |                                      |
| 1936/37 | Nürnberg       | Lang                | Lang/Plötz                          | Hesselberger          | Machlet/Eichner                          | Lang/Eichner                         |
| 1937/38 | München        | Alfred Schriefer    | Alfred Schriefer/Rosinus            | Helberger             | Helberger/Machlet                        |                                      |
| 1939    |                |                     |                                     | Erika Buchhold        |                                          |                                      |
| 1940    | München        | Erich Hochenegger   |                                     |                       |                                          |                                      |
| 1946/47 |                |                     |                                     | Erika Buchhold        |                                          |                                      |
| 1947/48 | München        | Dieter Mauritz      | Rosinus/Siegfried Preuß             | Edith Schmidt         | -                                        | -                                    |
| 1948/49 | Erlangen       | Bernhard Bukiet     | Bär/Karl Lang                       | Gisela Eberth         | Schmidt/Raffalt                          | Eberth/Bukiet                        |
| 1949/50 | Ingolstadt     | Walter Than         | Breumair/Thomas Hartmann            | Erika Buchhold        | Erika Buchhold/Schmidt                   | Eberth/Holusek                       |
| 1950/51 | Ingolstadt     | Herbert Marx        | Than/Ludwig Strixner                | Hertha Maier          | Erika Buchhold/Schmidt                   | Schmidt/Than                         |
| 1951/52 | Erlangen       | Matthäus Thurmaier  | Holusek/Siegfried Preuß             | Hertha Maier          | Schulz/Maria Weghorn                     | Maria Weghorn/Thomas Hartmann        |
| 1952/53 | Regensburg     | Walter Than         | Thurmaier/Ernst                     | Hertha Maier          | Schulz/Maier                             | Schulz/Ziegler                       |
| 1953/54 | München        | Conny Freundorfer   | Thurmaier/Ernst                     | Edith Münch           | Schulz/Hildegard Klemm                   | Schulz/Freundorfer                   |
| 1954/55 | Regensburg     | Hans Rockmeier      | von Pierer/Marx                     | Hertha Maier          | Schulz/Maier                             | Hildegard Klemm/Rockmeier            |
| 1955/56 | Donauwörth     | Hans Rockmeier      | Holusek/Seiz                        | Hertha Maier          | Hildegard Klemm/Friedel Holusek          | Friedel Holusek/Holusek              |
| 1956/57 | Erlangen       | Conny Freundorfer   | Schmidt/Thurmaier                   | Hertha Maier          | Schulz/Maier                             | Kwiaton/Freundorfer                  |
| 1957/58 | Augsburg       | Josef Seiz          | Seiz/Mayer                          | Karla Schulz          | Kwiaton/Friedel Holusek                  | Haering/Seiz                         |
| 1958/59 | Weiden         | Conny Freundorfer   | Freundorfer/Breumair                | Brigitta Terbeznik    | Ursel Geßwein/Weigert                    | Margritta Jäckel/Freundorfer         |
| 1959/60 | Erlangen       | Conny Freundorfer   | Freundorfer/Breumair                | Karla Schulz          | Schulz/Maier                             | Schulz/Süßmann                       |
| 1960/61 | München        | Martin Ness         | Ness/Seiz                           | Heide Dauphin         | Dauphin/Gisela Reiter                    | Dauphin/Breumair                     |
| 1961/62 | Burgkunstadt   | Anton Breumair      | Freundorfer/Breumair                | Heide Dauphin         | Dauphin/Schulz                           | Dauphin/Breumair                     |
| 1962/63 | Straubing      | Conny Freundorfer   | Ness/Breumair                       | Heide Dauphin         | Hanna Haering/Valerie Haering            | Dauphin/Ness                         |
| 1963/64 | Nürnberg       | Martin Ness         | Maier/Matthias Ostermayer           | Heide Dauphin         | Dauphin/Schulz                           | Schulz/Ness                          |
| 1964/65 | Schwandorf     | Martin Ness         | Ness/Breumair                       | Heide Dauphin         | Dauphin/Schulz                           | Dauphin/Ness                         |
| 1965/66 | Erlangen       | Martin Ness         | Freundorfer/Maier                   | Karla Schulz          | Christel Koch/Marion Lang                | Christel Koch/Freundorfer            |
| 1966/67 | Augsburg       | Conny Freundorfer   | Ness/Stähle                         | Helene Jahn           | Hanna Haering/Valerie Haering            | Christel Koch/Freundorfer            |
| 1967/68 | Rosenheim      | Martin Ness         | Ness/Stähle                         | Heidi Müller          | Müller/Schenk                            | Müller/Ness                          |
| 1968/69 | Würzburg       | Martin Ness         | Freundorfer/Kümmerle                | Sieglinde Prell       | Müller/Christel Koch                     | Prell/Ness                           |
| 1969/70 | Straubing      | Detlef Siewert      | Neubauer/Siewert                    | Sieglinde Prell       | Petra Gassong/Prell                      | Prell/Ness                           |
| 1970/71 | Augsburg       | Martin Ness         | Ness/Stähle                         | Heidi Müller          | Müller/Christel Koch                     | Prell/Ness                           |
| 1971/72 | Schwandorf     | Martin Ness         | Ness/Deffner                        | Sieglinde Prell       | Müller/Christel Koch                     | Prell/Ness                           |
| 1972/73 | Elsenfeld      | Detlef Siewert      | Siewert/Deffner                     | Sieglinde Prell       | Gertrud Petz/Elisabeth Bergmann          | Prell/Siewert                        |
| 1973/74 | Burglengenfeld | Michael Münzinger   | Michael Münzinger / Harald Lohbauer | Petra Gassong         | Petra Gassong/Christel Höhn              | Henriette Knogl/Deffner              |
| 1974/75 | Geretsried     | Joachim Geis        | Joachim Geis/Helmut Preuß           | Hana Slama            | Müller/Henriette Knogl                   | Hana Slama/Michael Münzinger         |
| 1975/76 | Bogen          | Detlef Siewert      | Ness/Walter Pfister                 | Heidi Müller          | Müller/Hana Slama                        | Hana Slama/Michael Münzinger         |
| 1976/77 | Weiden         | Martin Ness         | Ness/Walter Pfister                 | Jana Eberle           | Eberle/Sedlmair                          | Monika Sedlmair/Peter Betsch         |
| 1977/78 | Rehau          | Martin Ness         | Siewert/Wilfried Kinner             | Inge Welter           | Inge Welter/Diebold                      | Monika Sedlmair/Peter Betsch         |
| 1978/79 | Neustadt/Aisch | Walter Pfister      | Ness/Walter Pfister                 | Monika Sedlmair       | Sedlmair/Eberle                          | Eberle/Siewert                       |
| 1979/80 | Wertingen      | Peter Betsch        | Siewert/Wilfried Kinner             | Monika Sedlmair       | Ulrike Aichele/Inge Welter               | Eberle/Siewert                       |
| 1980/81 | Ochsenfurt     | Wilfried Kinner     | Michael Münzinger / Harald Lohbauer | Ulrike Aichele        | Ulrike Aichele/Inge Welter               | Monika Sedlmair/Wilfried Kinner      |
| 1981/82 | Landsberg      | Dieter Voigt        | Dieter Voigt/Erwin Koppold          | Monika Sedlmair       | Gaby Keppler/Gertrud Petz                | Monika Sedlmair/Wilfried Kinner      |
| 1982/83 | Regensburg     | Robert Schlett      | Dieter Voigt/Erwin Koppold          | Annette Greisinger    | Annette Greisinger/Gabi Kirschner        | Monika Sedlmair/Helmut Preuß         |
| 1983/84 | Landshut       | Witold Woznica      | Witold Woznica/Peter Betsch         | Monika Dietrich       | Annette Greisinger/Gabi Kirschner        | Gabi Kirschner/Peter Betsch          |
| 1984/85 | Marktredwitz   | Hans-Joachim Nolten | Grob/Thomas Wetzel                  | Sylvia Specht         | Gaby Keppler/Gertrud Petz                | Cornelia Faltermaier/Thomas Wetzel   |
| 1985/86 | Rothenburg     | Witold Woznica      | Witold Woznica/Peter Betsch         | Margot Ostermayer     | Gaby Keppler/Gertrud Petz                | Cornelia Faltermaier/Thomas Wetzel   |
| 1986/87 | Langweid       | Jürgen Hegenbarth   | Bühler/Werner Schaffer              | Cornelia Faltermaier  | Cornelia Faltermaier/Margot Ostermayer   | Cornelia Faltermaier/Thomas Wetzel   |
| 1987/88 | Rimpar         | Jürgen Hegenbarth   | Jürgen Hegenbarth/Weikert           | Cornelia Faltermaier  | Andrea Stich/Sylvia Specht               | Sylvia Specht/Jürgen Hegenbarth      |
| 1988/89 | Freising       | Richard Schneider   | Richard Schneider/Peter Maier       | Cornelia Faltermaier  | Cornelia Faltermaier/Michaela Kommeter   | Cornelia Faltermaier/Ingo Haumer     |
| 1989/90 | K.-Lappersdorf | Paul Link           | Borsos/Jürgen Uwira                 | Sylvia Specht         | Fischer/Heike Groner                     | Fischer/Peter Herbst                 |
| 1990/91 | Dingolfing     | Hans-Jürgen Fischer | Andreas Krämer/Ralf Schreiner       | Ursula Oswald-Ziegler | Elke Schall/Barbara Puschmann            | Sylvia Specht/Fischer                |
| 1991/92 | Coburg         | Cornel Borsos       | Andreas Krämer/Ralf Schreiner       | Stefanie Ullmann      | Stefanie Ullmann/Michaela Kommeter       | Eva Zschau/Reiner Schreiter          |
| 1992/93 | Weißenburg     | Ralf Schreiner      | Heiko Schuler/Haward Speer          | Sylvia Specht         | Sylvia Specht/Sandra Peter               | Fischer/Gerd Richter                 |
| 1993/94 | Höchstadt/D.   | Piotr Molenda       | Gerd Richter/Grob                   | Sylvia Specht         | Sylvia Specht/Sandra Peter               | Sylvia Specht/Jürgen Hegenbarth      |
| 1994/95 | Volkach        | Helmut Grob         | Piotr Molenda/Thomas Ogunrinde      | Tanja Riß             | Michaela Berger/Andrea Hillgärtner       | Naomi Pranjkovic/Jürgen Hegenbarth   |
| 1995/96 | Erdweg         | Jürgen Hegenbarth   | Jürgen Hegenbarth/Reiner Schreiter  | Jie Schöpp            | Svenja Weikert/Jessica Weikert           | Katharina Kleißl/Reiner Schreiter    |
| 1996/97 | Regensburg     | Georg Böhm          | Grob/Andreas Krämer                 | Christina Fischer     | Fischer/Peter                            | Fischer/Heiko Wirkner                |
| 1997/98 | Nördlingen     | Georg Böhm          | Jürgen Hegenbarth/Joseph Hong       | Cornelia Faltermaier  | Böttcher/Riß;                            | Böttcher/Michael Herrler             |
| 1998/99 | Forchheim      | Bastian Steger      | Steger/Jürgen Hegenbarth            | Jessica Weikert       | Andrea Schiel/Jessica Weikert            | Riszlig/Jürgen Hegenbarth            |
| 1999/00 | Ottobrunn      | Thomas Keinath      | Keinath/Steger                      | Katrin Meyerhöfer     | Böttcher/Michaela Berger                 | Böttcher/Steger                      |
| 2000/01 | Langweid       | Jürgen Hegenbarth   | Jürgen Hegenbarth/Gerd Richter      | Katrin Meyerhöfer     | Meyerhöfer/Jessica Weikert               | Svenja Weikert/Andreas Weikert       |
| 2001/02 | Burglengenfeld | Jürgen Hegenbarth   | Felix Bindhammer/Andreas Ball       | Svenja Weikert        | Meyerhöfer/Svenja Weikert                | Svenja Weikert/Andreas Weikert       |
| 2002/03 | Altenkunstadt  | Gabriel Stephan     | Andreas Weikert/Gerd Richter        | Christina Fischer     | Meyerhöfer/Fischer                       | Fischer/Jürgen Hegenbarth            |
| 2003/04 | Altenkunstadt  | Felix Bindhammer    | Daniel Demleitner/Alexander Yahmed  | Svenja David          | Kaiser-Steinbrecher/Martina Keller       | Cornelia Böttcher/Daniel Demleitner  |
| 2004/05 | Rosenheim      | Gerd Richter        | Gabriel Stephan/Felix Bindhammer    | Svenja David          | Svenja David/Sandra Peter                | Angelina Gürz/Stephan Pache          |
| 2005/06 | Hilpoltstein   | Nico Christ         | Gerd Richter/Michael Plattner       | Svenja David          | Svenja David/Sandra Peter                | Schneider/Michael Plattner           |
| 2006/07 | Bobingen       | Nico Christ         | Gerd Richter/Michael Plattner       | Svenja David          | Anna Baklanova/Martina Erhardsberger     | Svenja David/Felix Bindhammer        |
| 2007/08 | Kulmbach       | Nico Christ         | Christ/Daniel Demleitner            | Sabine Winter         | Anna Baklanova/Martina Erhardsberger     | Katharina Schneider/Michael Plattner |
| 2008/09 | Langweid       | Philipp Floritz     | Christ/Floritz                      | Sabine Winter         | Christina Feierabend/Katharina Schneider | Christoph Schmidl/Winter             |
| 2009/10 | Hilpoltstein   | Benjamin Rösner     | Andreas Ball/Daniel Geist           | Sabine Winter         | Christina Feierabend/Katharina Schneider | Katharina Schneider/Michael Plattner |
| 2010/11 | Regenstauf     | Benjamin Rösner     | Jürgen Hegenbarth/Michael Plattner  | Sabine Winter         | Anna Baklanova/Martina Erhardsberger     | Katharina Schneider/Michael Plattner |
| 2011/12 | Burglengenfeld | Nico Christ         | Christ/Flemming                     | Kathrin Mühlbach      | Christina Feierabend/Katharina Schneider | Katharina Schneider/Philipp Berr     |
| 2012/13 | Altötting      | Alexander Flemming  | Dennis Dickhardt/Felix Bindhammer   | Katharina Schneider   | Christina Feierabend/Katharina Schneider | Christina Feierabend/Manfred Degen   |
| 2013/14 | Königsbrunn    | Kilian Ort          | Ort/Christoph Schüller              | Sabine Winter         | Christina Feierabend/Katharina Schneider | Eva-Maria Maier/Alexander Flemming   |
| 2014/15 | Ingolstadt     | Philipp Floritz     | Ort/Christoph Schüller              | Sabine Winter         | Winter/Mantz                             | Sabine Winter/Philipp Floritz        |
| 2015/16 | Ingolstadt     | Dennis Dickhardt    | Michael Noll/Martin Pachatz         | Sabine Winter         | Winter/Tiefenbrunner                     | Sabine Winter/Marius Zaus            |
| 2016/17 | Ingolstadt     | Kilian Ort          | Ort/Christ                          | Katharina Schneider   | Schneider/Martina Erhardsberger          | Daniel Rinderer/Janine Hanslick      |
| 2017/18 | Ingolstadt     | Nico Christ         | Daniel Rinderer/Felix Wetzel        | Franziska Schreiner   | Schreiner/Tiefenbrunner                  | Florian Schwalm/Eva-Maria Maier      |
| 2018/19 | Dillingen      | Mike Hollo          | Hannes Hörmann/Mico Longhino        | Franziska Schreiner   | Mantz/Tiefenbrunner                      | Mike Hollo/Laura Tiefenbrunner       |
| 2019/20 | Neumarkt       | Daniel Rinderer     | Jonas Becker/Maximilian Heeg        | Laura Tiefenbrunner   | Schreiner/Tiefenbrunner                  | Daniel Weber/Laura Tiefenbrunner     |
| 2022/23 |                | Tom Schweiger       | Hannes Hörmann/Matthias Danzer      | Naomi Pranjkovic      | Naomi Pranjkovic/Tiefenbrunner           | Hannes Hörmann/Naomi Pranjkovic      |